# Bitwa pod Didgori (1121)
Bitwa pod Didgori (gruziński: დიდგორის ბრძოლა) – starcie zbrojne, które miało miejsce 12 sierpnia 1121, około 40 kilometrów na zachód od Tbilisi pomiędzy siłami królestwa Gruzji a Turkami Seldżuckimi. Bitwa zakończyła się zdecydowanym zwycięstwem Gruzinów, dowodzonych przez króla Dawida IV. Krótko po walkach udało się również odbić Tbilisi z rąk muzułmanów. Miasto stało się królewską siedzibą. Bitwa stanowiła punkt zwrotny w średniowiecznych dziejach Gruzji, rozpoczynając okres zwany przez historyków „Złotym Wiekiem”. Sukces z 1121 roku odbił się szerokim echem w kronikach gruzińskich, określających starcie jako „cudowne zwycięstwo” (ძლევაჲ საკვირველი) i na trwale zapisał się w świadomości historycznej Gruzinów, którzy na jego pamiątkę co roku obchodzą święto zwane Didgoroba (Dzień Didgori).

## Tło
Gruzja była trybutariuszem Wielkich Seldżuków od lat 80. XI wieku. Jednak już dekadę później król Dawid IV umiał wykorzystać niepokoje wewnętrzne w imperium Seldżuków i ich problemy z łacinnikami, którzy w wyniku I krucjaty założyli swoje państwa na Bliskim Wschodzie. Dzięki umiejętnej reorganizacji Dawida stać było na sfinansowanie wielu akcji militarnych, do których wykorzystywał nie tylko własne siły, ale i zaciągał najemników spośród Kipczaków, Alanów, a nawet Łacinników. W wyniku wielu kampanii udało mu się rozszerzyć swoje władztwo i zaczął powoli wypierać muzułmanów z Gruzji. Sporym sukcesem było zmuszenie koczowników do zaprzestania sezonowych wypraw łupieżczych na jego ziemie. W 1096 lub 1097 roku zaprzestał płacenia trybutu i między 1103 a 1118 rokiem przeprowadził serię wypraw, w wyniku których przejął kontrolę nad kilkoma strategicznymi twierdzami przygranicznymi. Zaczął również wyprawiać się poza Gruzję, docierając aż do Araksu i Morza Kaspijskiego. Miało to na celu sparaliżowanie muzułmańskiego handlu przez południowy Kaukaz. Jego głównym celem było jednak odzyskanie Tbilisi, gruzińskiego miasta, które od ponad czterech wieków znajdowało się pod muzułmańską kontrolą. Od połowy 1121 roku miasto było nieustannie zagrożone przez Dawida, a rządzące elity musiały płacić mu olbrzymi trybut.

## Bitwa
Postępy militarne Gruzji wywołały zdecydowaną reakcję Seldżuków. Zarówno gruzińskie, jak i islamskie źródła podają, iż w wyniku skarg elit Tbilisi sułtan Mahmud II zdecydował się na wysłanie ekspedycji karnej przeciwko byłemu wasalowi. Na jej czele stanął Ilghazi Artukida, a towarzyszył mu brat samego sułtana Tughril. Połączone siły tureckie wkroczyły do Gruzji i zatrzymały się w pobliżu góry Didgori. Działo się to w połowie sierpnia. Dawid IV nie zwlekając wyruszył z wojskami pod Didgori.
Zarówno liczebność obydwu stron, jak i przebieg bitwy jest kwestią dyskusyjną. Źródła muzułmańskie, gruzińskie, łacińskie i ormiańskie podają inne liczby i inny opis walk. Liczebność wojsk Seldżuckich szacowana jest przez kroniki na od 400 000 do 850 000 żołnierzy, natomiast wojska Dawida miały liczyć 40 000 Gruzinów, 15 000 Kipczaków, 500 Alanów i 100 łacinników. Liczby te, zwłaszcza w odniesieniu do strony tureckiej, są kronikarską przesadą i nie należy ich traktować dosłownie. Zazwyczaj odczytuje się te dane jako informację iż armia Seldżucka była bardzo liczna i przewyższała liczebnie wojska gruzińskie, wśród których nie brakowało najemników.
Według arabskiego kronikarza Ibn al-Asira wobec przewagi liczebnej przeciwnika Dawid zdecydował się użyć podstępu. Wysłał 200 ciężkozbrojnych kawalerzystów do obozu tureckiego z prośbą o spotkanie z dowódcami seldżuckimi. Gruzini po dotarciu na miejsce niespodziewanie zaatakowali, zabijając wielu dostojników tureckich oczekujących na rozmowy. Doprowadziło to do zamieszania w szykach tureckich, co wykorzystał Dawid, uderzając, wraz z synem, Dymitrem, na skrzydła armii Ilghaziego. Po trzech godzinach zmagań, wobec olbrzymich strat, muzułmanie rzucili się do ucieczki.
Jest kwestią dyskusyjną, na ile opis al-Asira oddaje rzeczywisty przebieg zdarzeń. Wydaje się jednak prawdopodobne, że wobec przewagi liczebnej przeciwnika Dawid IV musiał użyć podstępu, aby zwyciężyć, choć niekoniecznie takiego, o jakim informuje al-Asir. Istnieją oczywiście opisy mówiące, iż sukces Gruzinów był owocem przewagi ich zdolności bojowych nad Turkami i faktu przewagi strategicznej – walki toczyły się na nierównym terenie, częściowo w ciasnym wąwozie, gdzie kawaleria turecka nie mogła swobodnie manewrować. Niezależnie od tego, jak było naprawdę, faktem jest, że bitwa pozwoliła całkowicie zrzucić zależność turecką, a Gruzja wyrastała dzięki niej na liczące się państwo.

## Zdobycie Tbilisi
Po zwycięstwie Dawid IV, chcąc wykorzystać sytuację, rozpoczął oblężenie Tbilisi i w 1122 roku dopiął swego, zdobywając miasto. Kroniki gruzińskie mówią o rzezi wyznawców islamu w akcie zemsty za doznane krzywdy, ale zupełnie inny opis zawierają kroniki muzułmańskie. Arabski historyk al-Ayni pisze, iż gruziński król „okazał więcej szacunku i zrozumienia muzułmanom niż niejeden muzułmański władca”. Zdobycie Tbilisi miało wymiar nie tylko strategiczny czy ekonomiczny, ale również symboliczny. Była to bowiem stolica królestwa Iberii, państwa o starożytnym rodowodzie, w świadomości Gruzinów „przodka” królestwa Gruzji. Miasto to było do tego założone przez jednego z ważniejszych świętych gruzińskiego kościoła, króla Wachtanga Gorgasali. Zdobycie Tbilisi w wymiarze symbolicznym można przyrównać do na przykład odzyskania przez chrześcijan Toledo, stolicy hiszpańskich Wizygotów.